# Calathea fragilis
Calathea fragilis là một loài thực vật có hoa trong họ Marantaceae. Loài này được Gleason mô tả khoa học đầu tiên năm 1929.